# Heume-l’Église
Heume-l’Église ist eine französische Gemeinde mit 113 Einwohnern (Stand: 1. Januar 2022) im Département Puy-de-Dôme in der Region Auvergne-Rhône-Alpes (vor 2016 Auvergne). Heume-l’Église gehört zum Arrondissement Issoire (bis 2017 Clermont-Ferrand) und zum Kanton Orcines (bis 2015 Rochefort-Montagne). 

## Geographie
Heume-l’Église liegt etwa 42 Kilometer westsüdwestlich von Clermont-Ferrand am Fluss Miouze. An der nordwestlichen Gemeindegrenze entspringt der Bessanton. Umgeben wird Heume-l’Église von den Nachbargemeinden Prondines im Norden und Westen, Gelles im Norden und Osten, Perpezat im Osten und Südosten sowie Briffons im Süden und Westen.

## Bevölkerung
| Jahr                       | 1962 | 1968 | 1975 | 1982 | 1990 | 1999 | 2006 | 2013 |
| Einwohner                  | 184  | 177  | 151  | 152  | 147  | 116  | 122  | 107  |
| Quellen: Cassini und INSEE |      |      |      |      |      |      |      |      |

## Sehenswürdigkeiten
- Kirche Sainte-Anne, seit 1905 Monument historique

## Weblinks

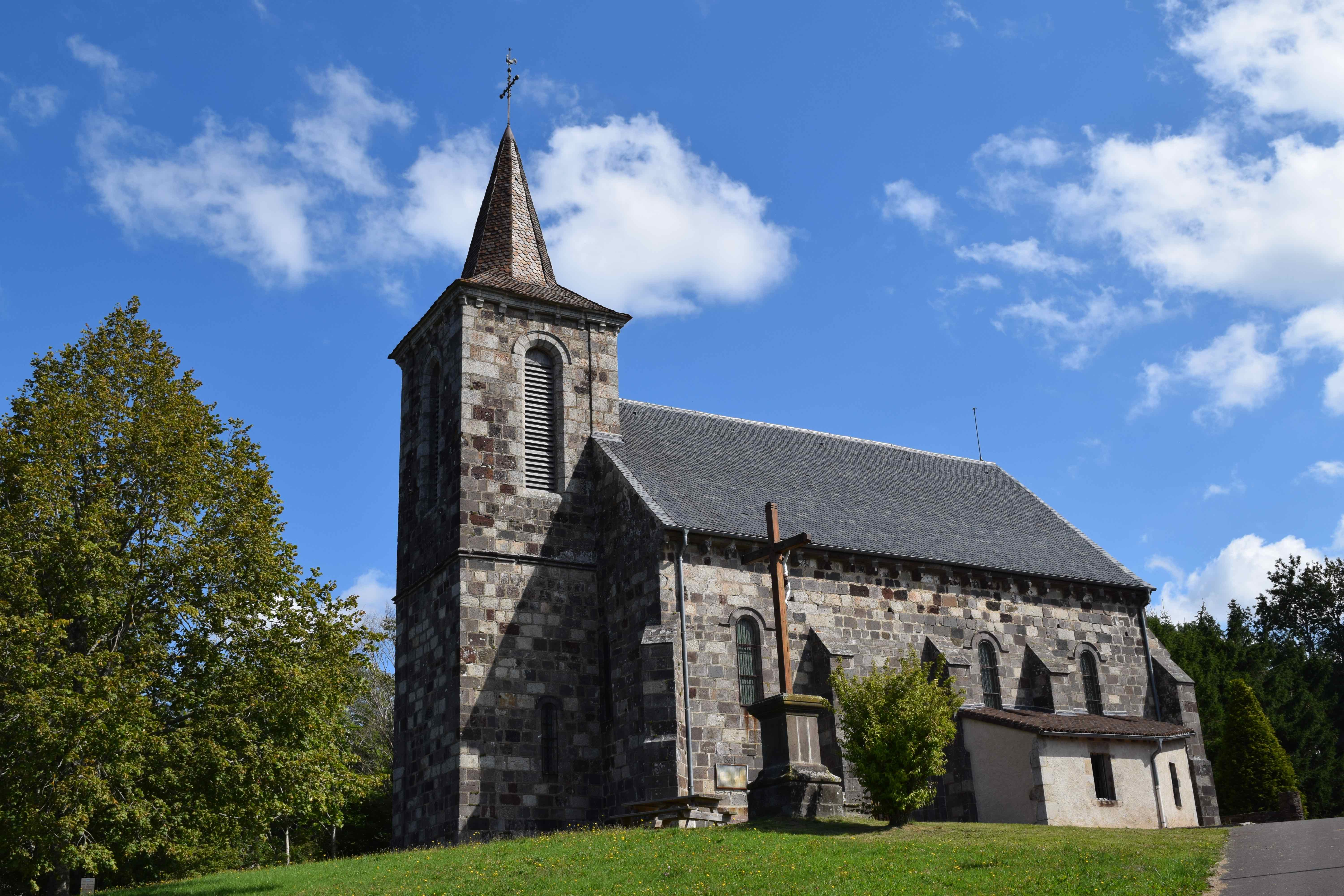
Kirche Sainte-Anne